# Rényi Dezső
Rényi Dezső (Ferencvölgy, 1861. augusztus 16. – Budapest, 1943. december 11.) jogász, alpolgármester.

## Életútja
Budapest város szolgálatába állt 1886-tól, 1906-ban tanácsnok, 1920-1923-ban alpolgármester volt. Jelentős szerepet játszott a közüzemek, a köztisztasági hivatal, a villamos- és autóbusz vállalat megszervezésében. A BSZKRT első vezérigazgatója volt.
82 éves kort ért meg, a főváros által adományozott díszsírhelyre a Farkasréti temetőben helyezték végső nyugalomra.